# 第56回国民体育大会
第56回国民体育大会（だい56かいこくみんたいいくたいかい）は、2001年の1月27日から10月18日までの期間、宮城県を中心に開催された。大会スローガンは「いいね！その汗、その笑顔」。大会マスコットはケヤッキー。

## 概要
1月27日から山梨県富士吉田市で冬季大会スケート・アイスホッケー競技会「かいじきらめき国体」、2月18日からは長野県飯山市でスキー競技会「ながの飯山国体」が開催された。9月8日からは夏季大会が、10月13日からは秋季大会がともに「新世紀・みやぎ国体」として開催された。
秋季大会の開会式で、1964年東京オリンピック・1968年メキシコシティーオリンピック重量挙げ金メダリスト三宅義信が地元の船岡養護学校生徒であった8歳の安藤静佳を抱いて炬火を点火させた。また、選手宣誓では高橋千恵美が宣誓の途中に言葉が詰まり、「すみません」と中断したが、客席から「頑張れ」のエールが送られて無事、宣誓の役目を終えた。

## 全国障害者スポーツ大会
国体閉会後、全国身体障害者スポーツ大会と全国知的障害者スポーツ大会と統合した第1回全国障害者スポーツ大会「翔く・新世紀みやぎ大会」が10月27日から29日にかけて開催され、開会式に皇太子が臨場された。

## 競技会場

### 夏季大会
正式競技
- 水泳 - 利府町、柴田町・グランディ・21総合プール、宮城県水球プール
- ボート - 迫町・宮城県長沼ボート場
- セーリング - 名取市・閖上特設ヨットハーバー
- カヌー - 中新田町、色麻町、小野田町、宮崎町・鳴瀬川カヌーレーシング競技場、鳴瀬川カヌースラローム・ワイルドウォーター競技場
- ボウリング - 多賀城市、仙台市・多賀城スターレーン、テイサンボウル泉
- ゴルフ - 川崎町、鳴子町、富谷町・東蔵王ゴルフ倶楽部、リゾートパークオニコウベゴルフクラブ、富谷カントリークラブ

### 秋季大会
正式競技
- 陸上 - 利府町・グランディ・21宮城スタジアム
- サッカー - 仙台市、利府町、松島町、七ヶ浜町、鳴瀬町・仙台スタジアム、宮城野原公園宮城陸上競技場、仙台市扇町四丁目公園運動広場、利府町中央公園多目的運動場、宮城県サッカー場、松島運動公園多目的広場、七ヶ浜サッカースタジアム、奥松島公園多目的グラウンド
- テニス - 仙台市・泉総合運動場泉庭球場、仙台市屋内グラウンド
- ホッケー - 一迫町、築館町・一迫町多目的広場、築館町多目的競技場
- ボクシング - 仙台市・仙台サンプラザホール
- バレーボール - 岩沼市、津山町、志津川町、歌津町、田尻町、古川市、小牛田町・岩沼ビッグアリーナ、津山町若者総合体育館、志津川町総合体育館、歌津町立歌津中学校体育館、田尻町総合体育館、古川市総合体育館、古川商業高等学校体育館、小牛田町農業者トレーニングセンター
- 体操 - 仙台市、白石市・宮城県スポーツセンター、白石市文化体育活動センター
- バスケットボール - 登米町、仙台市・登米町総合体育館、仙台市体育館、仙台市勤労者体育館、仙台市泉総合運動場泉体育館、聖和学園短期大学体育館、東北学院大学泉キャンパス体育館
- レスリング - 仙台市・みやぎ産業交流センター
- ウエイトリフティング - 柴田町・柴田高等学校第一体育館・第二体育館
- ハンドボール - 大和町、大郷町、富谷町、大衡村・大和町総合体育館、宮城大学体育館、フラップ大郷21、富谷スポーツセンター、大衡村多目的運動広場
- 自転車 - 大和町、涌谷町、豊里町、米山町、南方町、迫町、瀬峰町、高清水町、田尻町・宮城県自転車競技場、国体特設ロード・レース
- ソフトテニス - 仙台市・青葉山公園庭球場
- 卓球 - 若柳町、中田町・若柳町総合体育館、中田町総合体育館
- 軟式野球 - 石巻市、松山町、三本木町、鹿島台町、涌谷町、南郷町、河南町、桃生町・石巻市総合運動公園石巻市民球場、松山農村勤労福祉センター（野球場）、三本木勤労者総合スポーツ施設（三本木野球場）、鹿島台町瑞・華・翠交流施設中央野球場（サンスタジアム）、涌谷スタジアム、南郷球場、河南中央公園野球場（かなん球場21）、桃生勤労者体育センター（野球場）
- 相撲 - 栗駒町・栗駒町総合体育館
- 馬術 - 仙台市・仙台市海岸公園馬術場
- 柔道 - 気仙沼市、唐桑町・気仙沼市総合体育館、唐桑町町民体育館
- ソフトボール - 女川町、矢本町・女川町民多目的運動場、女川町町民第二多目的運動場、女川町町民野球場、矢本町鷹来の森運動公園屋外運動場
- フェンシング - 本吉町・本吉町民総合体育館
- バドミントン - 塩竈市・塩竈市体育館
- 弓道 - 仙台市・宮城県弓道場、宮城県第二総合運動場特設遠的会場
- ライフル射撃 - 石巻市、名取市・宮城県ライフル射撃場、石巻市総合体育館、宮城県警察学校射撃場
- クレー射撃 - 村田町・宮城県クレー射撃場
- 剣道 - 河北町、角田市・河北町総合センター、角田市総合体育館
- ラグビーフットボール - 名取市、石巻市・東北電力名取スポーツパーク愛島競技場、東北電力名取スポーツパーク愛島フットボール場、石巻市総合運動公園石巻フットボール場、石巻市総合運動公園石巻ふれあいグラウンド
- 山岳 - 白石市、蔵王町、七ヶ宿町、川崎町・蔵王連峰特設縦走競技会場（澄川縦走競技会場、二ツ森縦走競技会場）、蔵王連峰特設踏査競技会場（蛤山踏査競技会場、水芭蕉の森踏査競技会場）、川崎町特設登攀競技会場
- 空手道 - 大河原町・大河原町総合体育館
- 銃剣道 - 多賀城市・多賀城市総合体育館
- アーチェリー - 東和町・東和町総合運動公園
- なぎなた - 岩出山町・岩出山町立岩出山中学校体育館

公開競技
- 高校野球（硬式） - 名取市、仙台市・名取市民球場、宮城野原公園宮城球場、東北電力名取スポーツパーク愛島球場
- 高校野球（軟式） - 亘理町、山元町・亘理公園野球場、牛橋公園野球場
- スポーツ芸術 - 岩沼市民会館、仙台市泉文化創造センター、宮城県民会館、せんだいメディアテーク、宮城県美術館、東北歴史博物館、仙台市青年文化センター、仙台市博物館、仙台市科学館、仙台市こども宇宙館、仙台市歴史民俗資料館、石巻市民会館 他

### 全国障害者スポーツ大会
利府町
- 陸上 - グランディ・21 宮城スタジアム
- 水泳 - グランディ・21 総合プール
- バレーボール - グランディ・21 総合体育館
- アーチェリー - 利府町中央公園多目的運動場
- ソフトボール - 利府町中央公園、宮城県利府高等学校
- サッカー - 宮城県サッカー場
- フライングディスク - 宮城県サッカー場

仙台市
- ボウリング - テイサンボウル泉
- 卓球 - 仙台市泉総合運動場泉体育館 
  - 盲人卓球 - 仙台市屋内グラウンド（シェルコムせんだい）
- フットベースボール - 仙台市泉総合運動場、仙台市屋内グラウンド（シェルコムせんだい）
- グランドソフトボール - 仙台商業高等学校
- 車椅子バスケットボール - 仙台市体育館
- バスケットボール - 仙台市体育館

## 総合成績

### 天皇杯
- 優勝 : 宮城県
- 準優勝 : 東京都
- 第3位 : 埼玉県

### 皇后杯
- 優勝 : 宮城県
- 準優勝 : 東京都
- 第3位 : 大阪府

## マスコット
公式マスコットの「ケヤッキー」は仙台市在住のイラストレーター樽井純生によるデザイン。宮城県の県木であるケヤキがモチーフとなっている。
国体終了後は宮城県のマスコットとして使われていたが、2007年の仙台・宮城デスティネーションキャンペーンのシンボルマークとしてむすび丸が登場すると、県の広報には使われなくなった。
2014年からは伊達武将隊のメンバー（当時）が宮城県をPRするTwitterアカウント「おいでよ宮城」のアイコンに使用したことで話題となり、2017年には権利者の許可を受けて公式キャラクターとなった。現在では観光PRのほかSENDAI光のページェントの募金活動なども行っている。